# OT-810
Der OT-810 war ein tschechoslowakischer Schützenpanzerwagen, der auf dem Chassis des Sd.Kfz. 251 der deutschen Wehrmacht basierte. Die Abkürzung OT steht für Obrněný transportér, also gepanzerter Mannschaftstransporter. Er wurde erstmals 1958 in der Tschechoslowakischen Volksarmee eingeführt und wurde vom OT-62 und OT-64 abgelöst.

## Geschichte
Während des Zweiten Weltkriegs wurden im Škoda-Werk in Pilsen unter deutscher Leitung bereits Schützenpanzer des Typs Sd.Kfz. 251 gebaut. Zudem wurden nach dem Krieg erbeutete und weiterverwendete Fahrzeuge hier instand gehalten oder modernisiert. Mit Blick auf den zurückliegenden Krieg erkannte man in der neuen Tschechoslowakischen Armee, dass Schützenpanzer ein wichtiger Teil moderner Kriegsführung sind. Kriegsbestände des Sd.Kfz.251 wurden bereits Ende der 1940er Jahre von der Tschechoslowakischen Volksarmee als HKL-6 verwendet. Die Produktion des OT-810 als verbesserte Version davon begann 1958 und endete 1962. In dieser kurzen Zeit wurden etwa 1500 Fahrzeuge gebaut, die anstelle der BTR-152 in den motorisierten Schützenkompanien eingesetzt wurden. Dazu kamen noch unzählige HKL-6, die auf den Stand des OT-810 umgerüstet wurden. Das Fahrzeug wurde bis 1966 als Gruppenfahrzeug in der Tschechoslowakei eingesetzt und nach der Einführung der Nachfolger OT-62 und OT-64 noch als Zugmittel für das 82-mm-Leichtgeschütz verwendet. Das Fahrzeug wurde in den 1980er-Jahren schließlich aus dem Truppendienst ausgemustert.
Mit dem OT-810 wurde vor allem der niederliegenden tschechischen Rüstungsindustrie ein Neuanfang ermöglicht.

## Technik
Das Fahrzeug war möglicherweise – bis auf den chilenischen BMS-1 Alacran aus dem Jahr 1983 – das einzige nach dem Krieg produzierte Halbkettenfahrzeug. Das Fahrzeug basierte auf der Ausführung D des Wehrmachtsmodells. Das Fahrzeug besaß das gleiche Fahrwerk mit Schachtellaufwerk und der bereiften Vorderachse zur Lenkunterstützung. Die Kraftübertragung erfolgte nur auf die Kette. Veränderungen zum deutschen Vorbild bestanden vor allem in der Einführung eines Achtzylinder-Diesels von Tatra, der den deutschen Maybach-Motor ersetzte. Dadurch erhöhte sich die Reichweite von 320 km auf 600 km. Der Schützenpanzer war erstmals rundum geschlossen und bot somit Schutz vor chemischen Waffen, vor radioaktivem Niederschlag und vor allem gegen Waffen wie Handgranaten, Molotow-Cocktails und Artilleriesplitter. Der Panzerkasten bestand aus 8–12 mm dickem Stahl und war abgeschrägt, um mehr Schutz zu bieten. Der Fahrzeugkommandant verfügte über eine Dachluke, auf der ein Drehkranz mit einem Maschinengewehr angebracht war. Zum Feuern mit Waffen aus dem geschlossenen Fahrzeug waren Schießluken vorhanden.

## Sonstiges
In Filmen über den Zweiten Weltkrieg war das Sd.Kfz. 251 als Requisite nach 1945 schwer zu beschaffen und wurde meist durch das M3 Halbkettenfahrzeug dargestellt. In manchen Fällen wie in Die Brücke von Remagen, Stalingrad oder Der Untergang konnten jeweils Fahrzeuge des Typs OT-810 für diese Rolle beschafft werden. Sie sind durch das geschlossene Dach zu erkennen.
Am 18. Januar 2025 kam es bei Horní Dvořiště zu einem Unfall eines 
OT-810 mit zwei getöteten und mehreren verletzten Insassen, als das Fahrzeug eines Geschichtsvereins von einer überfrorenen Brücke rutschte und in einen Bach kippte.